# Vesícula vitelina

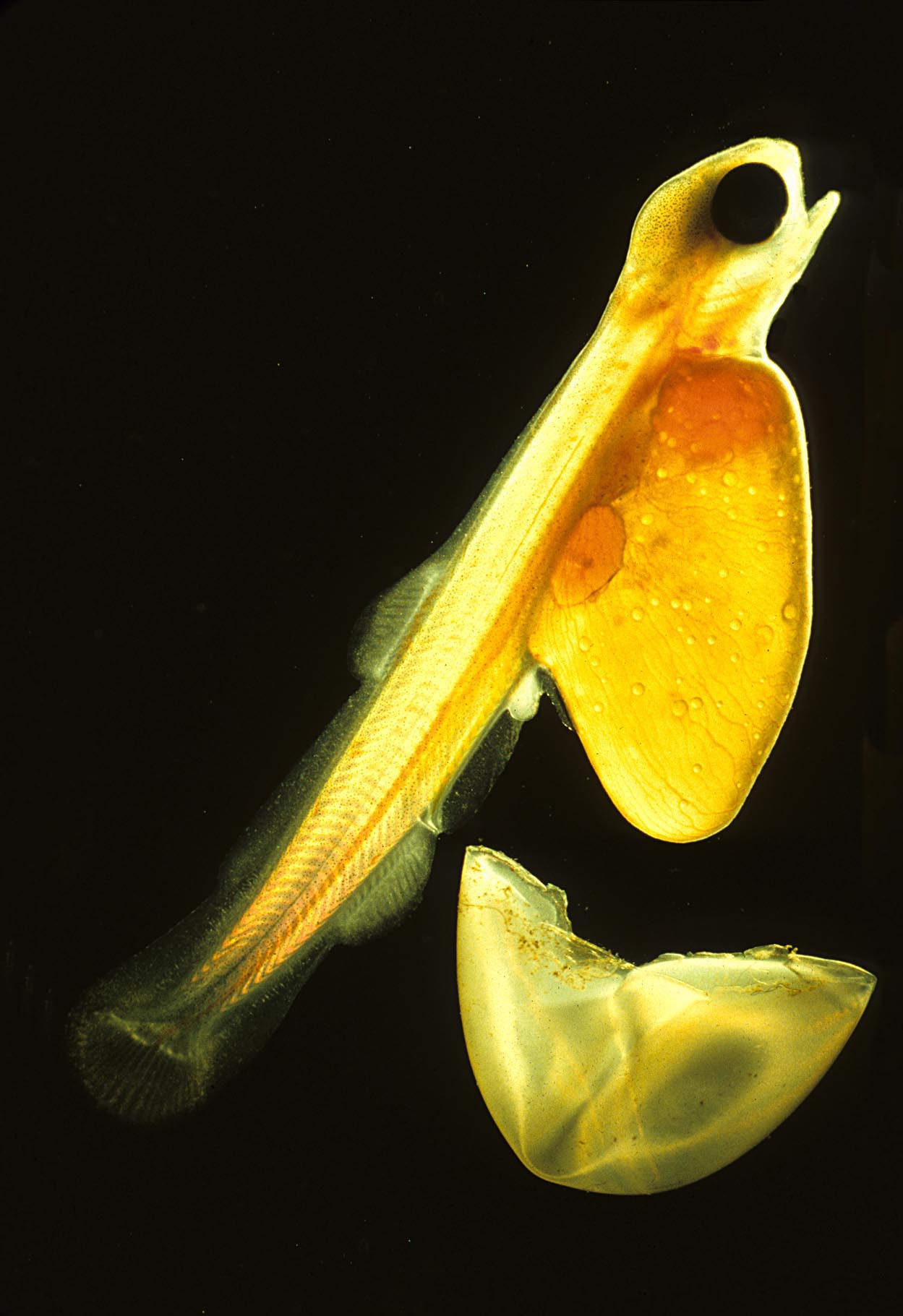
Alevino de salmão com o seu saco vitelino

Vesícula vitelina ou vitelínica, ou ainda 'saco vitelino' é o anexo embrionário dos vertebrados, formado a partir da endoderme e da mesoderme, que armazena substâncias nutritivas para o embrião, denominadas vitelo.
A vesícula vitelina apresenta-se bem desenvolvida nas aves, nos répteis e nos peixes. Nos mamíferos, por sua vez, é muito reduzida, pois a placenta é responsável pela nutrição, e a vesícula vitelina é responsável pela produção de eritrócitos (células vermelhas do sangue) nos primeiros estágios de vida.
A vesícula vitelínica, ou saco vitelínico, é uma bolsa constituída de um nutriente, denominado vitelo. Ligada ao intestino embrionário e ao embrião por meio de ductos, este auxilia nos processos relativos à alimentação do indivíduo em formação. Isto é possível porque ele envolve o vitelo; as células derivadas do endoderma  digerem seus componentes e estes são distribuídos para os vasos sanguíneos do embrião, formados a partir do mesoderma. 
Animais ovovíparos geralmente nascem logo após a reabsorção do saco vitelínico. O cavalo-marinho é um exemplo. Neste, assim como em outros peixes, apenas este anexo embrionário está presente, e o vitelo se encontra abrigado em células denominadas macrômeros, e não em uma membrana vitelina. 